# 高階清上
高階 清上（たかしな の きよかみ）は、平安時代初期の貴族。左大臣・長屋王の後裔。官位は正五位下・弾正少弼。

## 経歴
天長4年（827年）従五位下に叙爵。
仁明朝では治部少輔・兵部少輔を歴任し、承和9年（842年）に従五位上に叙せられている。嘉祥3年（850年）仁明天皇崩御の際は散位であったが、諸衛府の官人を率いて左右兵庫を監護している。同年文徳天皇即位後まもなく弾正少弼に任ぜられ、翌仁寿元年（851年）正五位下に昇叙された。

## 官歴
『六国史』による。
- 天長4年（827年） 7月4日：従五位下
- 承和7年（840年） 7月22日：治部少輔
- 承和8年（841年） 閏9月15日：兵部少輔
- 承和9年（842年） 正月7日：従五位上
- 嘉祥3年（850年） 5月17日：弾正少弼
- 仁寿元年（851年） 11月26日：正五位下